# Ian Axford
William Ian Axford (Dannevirke, 2 januari 1933 – Napier, 13 maart 2010) was een Nieuw-Zeelands ruimtewetenschapper. Zijn onderzoek richtte zich voornamelijk op de interactie van de zon met het magnetisch veld van de aarde (magnetosfeer) of het interstellaire medium (heliosfeer).
Axford studeerde aan de universiteit van Canterbury in Christchurch, de universiteit van Manchester en de universiteit van Cambridge. In 1960 behaalde hij zijn doctoraat en ging vervolgens werken aan de "Defence Research Board of Canada" waar hij in 1961 een van zijn meest geciteerde artikelen schreef, A unifying theory of high-latitude geophysical phenomena and geomagnetic storms. Hij werd in 1963 professor natuur- en sterrenkunde aan de Cornell-universiteit in Ithaca (New York). Nadien ging hij doceren aan de Universiteit van Californië - San Diego. In 1974 werd Axford directeur van het "Max Planck Instituut voor aëronomie" (MPAe). Dit instituut veranderde nadien zijn naam in Max-Planck-Instituut voor Zonnestelselonderzoek. Hij bleef daar tot aan zijn pensioen in 2001, met een onderbreking in de periode 1982-1985 toen hij vice-rector was van de Victoria-universiteit van Wellington.
In 1995 werd Axford uitgeroepen tot "Nieuw-Zeelander van het Jaar" en werd in 1996 geridderd. Hij overleed op 77-jarige leeftijd.
- Bibliothèque nationale de France: cb12279073m (data)
- Gemeinsame Normdatei: 109147847
- International Standard Name Identifier: 0000 0001 1573 5569
- Library of Congress Control Number: n78016750
- Nationale Bibliotheek van Israël: 987007438439005171
- Système universitaire de documentation: 031608671
- Virtual International Authority File: 68990330
- WorldCat: E39PBJpv4jYPvpYj3WtjyRVt8C